# Atom Trefl Sopot 2012-2013
Questa voce raccoglie le informazioni riguardanti l'Atom Trefl Sopot nelle competizioni ufficiali della stagione 2012-2013.

## Organigramma societario
Area direttiva
- Presidente: Roman Kniter

Area tecnica
- Allenatore: Jerzy Matlak

## Rosa
| N° | Nome                 | Ruolo | Data di nascita  | Nazionalità sportiva |
| -- | -------------------- | ----- | ---------------- | -------------------- |
| 1  | Natalia Gajewska     | P     | 24 maggio 1994   | Polonia              |
| 2  | Mariola Barbachowska | L     | 3 luglio 1982    | Polonia              |
| 3  | Érika Coimbra        | S     | 23 marzo 1980    | Brasile              |
| 4  | Izabela Bełcik       | P     | 29 ottobre 1980  | Polonia              |
| 5  | Dorota Pykosz        | C     | 22 ottobre 1978  | Polonia              |
| 6  | Anna Podolec         | S/O   | 30 ottobre 1985  | Polonia              |
| 7  | Julija Szełuchina    | C     | 30 aprile 1979   | Ucraina              |
| 8  | Dorota Wilk          | P     | 28 aprile 1988   | Polonia              |
| 9  | Sylwia Wojcieska     | C     | 3 giugno 1985    | Polonia              |
| 10 | Anita Kwiatkowska    | S     | 5 marzo 1985     | Polonia              |
| 11 | Justyna Łukasik      | C     | 27 gennaio 1993  | Polonia              |
| 12 | Magdalena Kuziak     | L     | 2 gennaio 1994   | Polonia              |
| 15 | Rachel Rourke        | S     | 1º ottobre 1988  | Australia            |
| 16 | Klaudia Kaczorowska  | S     | 20 dicembre 1988 | Polonia              |